# Мелащенко, Александр Петрович
Алекса́ндр Петро́вич Мела́щенко (укр. Олександр Петрович Мелащенко; род. 13 декабря 1978, Полтава) — украинский футболист, нападающий, ныне тренер. Выступал за национальную сборную Украины.

## Биография
4 июня 2010 года на официальном сайте ФК «Металлург» (Запорожье) появилась информация о том что в новом сезоне выступать за клуб не будет, и игрок уже покинул расположение запорожского клуба.
С 6 июня 2010 года Александр Мелащенко — игрок футбольного клуба «Новая жизнь» (село Андреевка, Полтавская область).
Дебют за «Новую жизнь» — 6 июня 2010 года в матче против «Колоса» из Кобеляк (6:2), в котором игрок забил два мяча.
В 2011 году вместе с командой «Новая жизнь» стал чемпионом и обладателем Суперкубка Украины среди любителей.
С августа 2012 года — главный тренер команды «Новая жизнь». С декабря 2015 года работает в тренерском штабе молодёжной сборной.

## Достижения
- Чемпион Украины (2): 2000/01, 2002/03
- Обладатель Кубка Украины: 2002/03
- Обладатель Кубка Полтавской области: 2010